# Wild Horse Mesa
Wild Horse Mesa é um filme norte-americano de 1932, do gênero faroeste, dirigido por Henry Hathaway e estrelado por Randolph Scott e Sally Blane.
Wild Horse Mesa é a segunda das sete produções baseadas em obras de Zane Grey que Randolph Scott estrelou pelos dois anos seguintes. Na maioria dos estados americanos, o filme foi lançado antes do primeiro, Heritage of the Desert.

## Sinopse
Chane Weymer, domador de cavalos selvagens, impede que um bando de malfeitores utilize arame farpado para capturá-los.

## Elenco
| Ator/Atriz           | Personagem     |
| -------------------- | -------------- |
| Randolph Scott       | Chane Weymer   |
| Sally Blane          | Sandy Melberne |
| Fred Kohler          | Rand           |
| Lucille La Verne     | Mamãe Melberne |
| Charley Grapewin     | Sam Bass       |
| James Bush           | Bent Weymer    |
| Jim Thorpe           | Chefe indígena |
| George 'Gabby' Hayes | Slack          |
| Buddy Roosevelt      | Horn           |
| E. H. Calvert        | Xerife         |